# Замглай (болото)
Замглай (укр. Замглай) — болотная система (одна из крупнейших на Украине) в верховьи реки Замглай в Репкинском и Городнянском районах Черниговской области восточнее пгт Репки.
Площадь поверхности — 100 км², в том числе 8.3 тыс. га — торфяные залежи. Протяжённость с северо-запада на юго-запад на 25 км.
Болота:
- Паристое;
- Северный Замглай;
- Центральный Замглай;
- Южный Замглай.

## Характеристика
Центральный Замглай лежит на водоразделе, его абсолютная высота 120 м. Северный Замглай дренируется рекой Вир, Южный — Замглаем. Питание: поверхностные и грунтовые воды.
В природном состоянии растительный покров Замглая состоял из осоково-гипновых сообществ в совокупности с кустарниками и ольшанниками. Впоследствии проведения мелиорации растительность массива трансформировала. Болотные сообщества сохранились только в наиболее влажных местах, на возвышениях сформировались торфянистые луга и производные редколесные сообщества с преобладанием берёзы. Часть массива занята агроценозами.
Природа болотной системы охраняется такими природоохранными объектами: заказники Замглай (4428 га), Чумаковы карьеры (180 га), Северин (112 га), Чёрное болото (1264,19 га). Заказник местного значения «Чёрное болото» был создан в 1979 году, заказники местного значения «Чумаковы карьеры» и «Северин» — 1984 году, заказник общегосударственного значения «Замглай» — 2000 году.
Средняя глубина торфовых залежей на западе болотного массива составляет 1.6 м, максимальная — 6 м, на Паристом болоте соответственно 1.3 и 7.8 м. Вид залежей преимущественно многослоево-драговинные со слоями осоково-гипнового, осокового и камышового торфов, иногда встречается лесодраговинный залежь со слоем ольхового торфа.
Центральная часть Замглая использовалась для добычи торфа, северо-западная — как пастбища и сенокосы. Болота Замглай и Чумаковые карьеры были местом торфодобычи, эксплуатацией которой занимался с 1960 года Замглайский торфобрикетный завод. Данная деятельность сильно изменила ландшафты и гидрологический режим местности. Завод прекратил свою деятельность в 1990-е годы, а 4 ноября 2000 года был создан заказник общегосударственного значения «Замглай». Данная территория рассматривается экологами как возобновляемая и место мониторинговых исследований за состоянием и развитием природных процессов, и входит в Днепровскую ключевую территорию региональной экосети Черниговской области.